# Palorchestes
Chuột túi khổng lồ tiền sử (Danh pháp khoa học: Palorchestes) là một chi chuột túi khổng lồ thuộc họ Palorchestidae sống vào thời kỳ tiền sử. Những con thú có túi giống con lười sống trên mặt đất thời tiền sử nặng tới 1.000 pao (500 kg) được mô tả với cái tên Palorchestes azael là một trong số rất nhiều loài thuộc hệ động vật phong phú của Tasmania bị con người làm cho tuyệt chủng vào thời điểm cách đây 40.00 năm. Hoạt động săn bắn trên đảo Tasmania của Australia đã làm tuyệt chủng một vài loài động vật thời tiền sử, trong đó có những con quái vật giống chuột túi. Nghiên cứu mới về loài chuột túi cổ đại này đã thách thức một nghiên cứu trước đó cho rằng kỷ băng hà đã giết chết những sinh vật khổng lồ này trước khi con người xuất hiện trên hòn đảo. Các loài khác có mặt trong nghiên cứu là ba con chuột túi với cân nặng dao động khoảng 220 pao (100 kg).